# 冯神威
冯神威（?—?），《安祿山事迹》作冯承威，《玄宗幸蜀記》作冯神威，唐朝人物，唐玄宗时的宦官。
天宝十四載（755年）河南尹達奚珣怀疑安禄山将要作乱，建议唐玄宗召安禄山进京。唐玄宗派遣馮神威带着手詔宣諭安祿山。让安祿山進奉車馬应该等到冬天，官方自給，不必煩劳本軍。唐玄宗还说给安禄山修了一出温泉，十月在華清宮等着他。冯神威到范陽郡宣旨，安祿山在床上蹲坐微起，也不参拜，就问候了一句聖人平安。又说：「馬不獻也可以，十月就到京師。」就让左右带着冯神威到館舍，不再見他；數日后，让他回去，也没有表示。馮神威回来后，見到玄宗哭着说：「臣差点儿見不了陛下！」同年十一月，安禄山叛乱。